# 梅斯圍城戰
梅斯圍城戰發生於1870年8月19日至10月27日普法戰爭期間，結果普軍取得決定性勝利。 

## 歷史
於格拉沃洛特战役戰敗之後，巴赞元帥撤退到梅斯要塞。8月19日他在那裡被由腓特烈·卡爾親王率領的普軍第二軍團包圍。 法軍曾經先後兩次於諾伊瑟維爾戰役和貝勒伍戰役之中嘗試突圍，但每次行動都被普軍擊退。雖然巴赞元帥並未請求任何支援，但麥克馬洪元帥仍然率領沙隆軍團前往支援巴赞元帥。可是在行軍途中，這支沙隆軍團卻在色當會戰中被普軍圍殲。10月27日巴赞元帥被迫全軍投降。 腓特烈·卡爾親王及其第二軍團現在可以騰空出來攻擊羅亞爾河一帶地區的法軍。德意志著名歌曲《守衞萊因》亦有一句歌詞以紀念此役。 
普軍一方值得留意的一個地方是，德國著名哲學家尼采，當時亦以醫護兵的身份參與戰役。尼采因以於圍城期間染上白喉和痢疾，令他本身已經欠佳的身體狀況更形惡劣。